# Municipio de Madison (condado de Lee)
El municipio de Madison (en inglés: Madison Township) es un municipio ubicado en el condado de Lee en el estado estadounidense de Iowa. En el año 2010 tenía una población de 10843 habitantes y una densidad poblacional de 591,98 personas por km².

## Geografía
El municipio de Madison se encuentra ubicado en las coordenadas 40°37′35″N 91°20′8″O / 40.62639, -91.33556. Según la Oficina del Censo de los Estados Unidos, el municipio tiene una superficie total de 18.32 km², de la cual 13.09 km² corresponden a tierra firme y (28.51%) 5.22 km² es agua.

## Demografía
Según el censo de 2010, había 10843 personas residiendo en el municipio de Madison. La densidad de población era de 591,98 hab./km². De los 10843 habitantes, el municipio de Madison estaba compuesto por el 89.23% blancos, el 5.63% eran afroamericanos, el 0.39% eran amerindios, el 0.53% eran asiáticos, el 0.06% eran isleños del Pacífico, el 1.68% eran de otras razas y el 2.49% pertenecían a dos o más razas. Del total de la población el 6.7% eran hispanos o latinos de cualquier raza.